# 雲仙市立八斗木小学校
雲仙市立八斗木小学校（うんぜんしりつ はっとぎしょうがっこう）は、長崎県雲仙市国見町土黒庚（ひじくろこう）にある公立小学校。略称は「八小」（はちしょう）。

## 概要
歴史
1876年（明治9年）に土黒村に創立された「裁生小学校」を前身とする。2026年（令和8年）に創立150周年を迎える。
校訓
「強く、正しく、明るく」
学校教育目標
「目標を持って進んで学び、温かい心で助け合い、心身ともに健康でたくましく生きる児童を育てる」
校章
桜の花弁を背景にして、中央に校名の「八小」（縦書き）を置いている。
校歌
1916年（大正5年）に制定。作詞は山内益夫（元校長）、作曲は原格太郎（長崎師範学校教諭）による。歌詞は3番まであり、2番に校名の「八斗木校」が登場する。
校区
雲仙市国見地区（旧・国見町）の「魚洗川、百花台、小ヶ倉、八斗木」。中学校区は雲仙市立国見中学校。

## 沿革
- 1876年（明治9年）1月 - 高来郡土黒村庚419番に「第五中学区 第三中学区[1] 裁生小学校」（さいせい）が創立される。
- 1877年（明治10年）6月4日 - 学区改定により、「第五大学区 第二中学区[2]裁生小学校」に改称。
- 1878年（明治11年）
  - 4月 - 郡制の施行により南高来郡の管轄となる。
  - 12月24日 - 学区が改正され、「南高来郡島原部[3]裁生小学校」となる。
- 1880年（明治13年）- 教育令の施行により、「土黒部 公立八斗木小学校」に改称。
- 1882年（明治15年）- 教育令の改正により、中等科を設置の上「土黒部 公立初等八斗木小学校」に改称。
- 1886年（明治19年）9月 - 小学校令の施行により、「簡易八斗木小学校」に改称（修業年限3年）。初代校長に白井修が就任。
- 1889年（明治22年）4月1日 - 町村制の施行により、土黒村立の小学校となる。
- 1892年（明治25年）4月1日 - 小学校令の改正により、「八斗木尋常小学校」に改称。
- 1895年（明治28年）2月 - 校舎を土黒庚411番地に移転。
- 1908年（明治41年）4月1日 - 小学校令の改正により、義務教育年限（尋常科の修業年限）が4年から6年に延長されたため、尋常科5年を新設。
- 1909年（明治42年）4月1日 - 尋常科6年を新設。
- 1915年（大正4年）5月 - 現在地に移転。
- 1930年（昭和5年）8月 - 校歌を制定。
- 1941年（昭和16年）4月1日 - 国民学校令の施行により、「土黒村八斗木国民学校」に改称。尋常科を初等科に改める（初等科6年）。
- 1947年（昭和22年）4月1日 - 学制改革（六・三制の実施）が行われる。八斗木国民学校の初等科が改組され「土黒村立八斗木小学校」となる。
- 1949年（昭和24年）4月 - 6学年すべて単式（6学級）となる。
- 1950年（昭和25年）5月 - 校舎前に水路が完成。
- 1951年（昭和26年）3月 - 校庭に植樹し「常春園」と命名。
- 1952年（昭和27年）4月 - 校庭にキリとツツジを植樹。
- 1956年（昭和31年）
  - 1月 - 講堂と体育倉庫が完成。
  - 9月1日 - 土黒村と多以良村が合併し、国見町が発足。これにより「国見町立八斗木小学校」に改称。
- 1957年（昭和32年）10月 - 観察池が完成。
- 1959年（昭和34年）10月 - ブランコが設置される。
- 1961年（昭和36年）4月 - 完全給食を開始。
- 1963年（昭和38年）12月 - 全教室にストーブが設置される。
- 1964年（昭和39年）2月 - 校旗を制定。
- 1968年（昭和43年）4月 - 国見町立多比良小学校金山分校の閉校に伴い、校区が改定され魚洗川・百花台・小ヶ倉の児童を収容。
- 1972年（昭和47年）
  - 3月 - 鉄筋コンクリート造2階建ての新校舎が完成。
  - 4月 - 旧校舎を解体。
- 1973年（昭和48年）3月 - 校舎前に岩石園が完成。
- 1974年（昭和49年）
  - 3月 - 小鳥・ウサギの飼育舎を設置。
  - 7月 - プールが完成。
- 1976年（昭和51年）3月 - 創立100周年記念式典を挙行。
- 1977年（昭和52年）
  - 4月 - 百葉箱を設置。
  - 8月 - 旧講堂などを解体。
- 1978年（昭和53年）
  - 4月 - 体育館と給食室が完成。校門を新設。
  - 5月 - グランドピアノが寄贈される。
- 1979年（昭和54年）
  - 4月 - 校訓板が運動場に設置される。
  - 5月 - 校門に門扉を設置。
- 1980年（昭和55年）
  - 3月 - 二宮尊徳像の台座を移動。
  - 5月 - 体育館に校歌額が取り付けられる。
  - 6月 - 二宮尊徳像の除幕式を開催。
- 1982年（昭和57年）4月 - 長崎県自然保護課よりインドクジャクを借り受けて飼育を開始。
- 2005年（平成17年）10月11日 - 雲仙市の発足により、「雲仙市立八斗木小学校」（現校名）に改称。

## 交通アクセス
最寄りの国道
- 国道389号

## 周辺
- 八斗木保育園